# Ligne Ontario
La ligne Ontario (anglais : Ontario line) est une future ligne du métro de Toronto, en Ontario. Son terminus nord se situera à l'angle d'Eglinton Avenue et de Don Mills Road, à la station Science Centre, où elle sera reliée à la ligne 5 Eglinton. Son terminus sud sera la gare d'Exhibition de la ligne Lakeshore West. La ligne Ontario a été annoncée par le gouvernement de l'Ontario le 10 avril 2019,.
En novembre 2022, le coût de la ligne de 15,6 kilomètres était estimé entre 17 et 19 milliards de dollars canadiens et son achèvement était prévu pour 2031. À l'origine, le coût était estimé à 10,9 milliards de dollars et le projet devait être achevé en 2027 La cérémonie d'inauguration du projet a eu lieu le 27 mars 2022. Dès son ouverture, la ligne devrait prendre le nom de « ligne 3 » actuellement utilisé par la ligne 3 Scarborough, qui devrait fermer définitivement en 2023.
Celle-ci sera établie en tunnel sur environ la moitié de sa longueur, le reste du parcours s'effectuant en viaduc ou au niveau du sol. La ligne sera entièrement automatisée et offrira une fréquence de passage de l'ordre de 90 secondes à l'heure de pointe. La fréquentation attendue à son ouverture est d'environ 388 000 passagers par jour.

## Historique

### Besoin de désengorgement

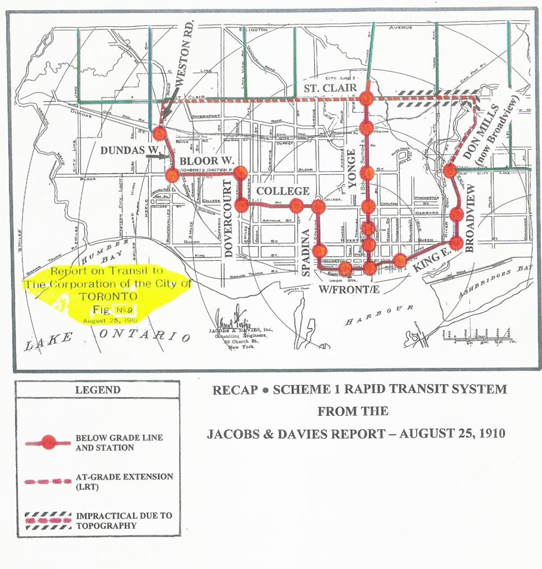
Les premiers précurseurs d'une ligne de désengorgement en 1910 et 1944.

Les projets de ligne de métro est-ouest dans le centre-ville remontent au début du 20e siècle, la plupart d'entre eux longeant la rue Queen. Après 1980, au lieu du métro sur Queen, l'attention s'est portée sur une proposition naissante visant à relier la station Pape de la ligne Bloor-Danforth à la gare Union. La « Downtown Relief Line » était l'une des trois nouvelles lignes de métro proposées en 1985 dans le cadre du plan Network 2011,. Avec le métro de l'avenue Sheppard qui relierait le prolongement de la ligne Spadina au centre-ville de Scarborough, et le métro sur Eglinton Ouest, qui va de la station Eglinton West à la liminte municipale de Toronto, la Downtown Relief Line permettrait de désengorger la ligne Yonge existante, en particulier à la station Bloor-Yonge. À l'époque, la station Bloor-Yonge fonctionnait déjà au-delà de sa capacité prévue.
La proposition de réseau 2011 était un plan directeur pour la construction de métro de 1984 à 2014, soigneusement conçu pour les réalités politiques de la Communauté urbaine de Toronto à l'époque. Cette municipalité à deux niveaux était composée de l'ancienne ville de Toronto et de cinq municipalités de banlieue : Etobicoke, York, East York, Scarborough et North York. Toutes étaient très désireuses d'assurer ce qu'elles considéraient comme une répartition équitable de la construction du métro, les trois lignes étaient donc destinées à répartir la construction et le développement du métro dans la communauté urbaine de Toronto, tout en échelonnant la construction des projets pour faciliter l'établissement du budget.
La première phase de la ligne Sheppard, de Yonge à Victoria Park, a reçu la priorité absolue (ouverture en 1994), et la Downtown Relief Line a reçu la priorité numéro deux, avec une ouverture prévue en 1998,,. La ligne a évité la rue Queen pour un certain nombre de raisons. Certains plans prévoyaient que la ligne suive les terrains ferroviaires jusqu'à Union, ce qui permettait d'économiser sur le creusement d'un tunnel sous Queen. La gare Union était également au centre d'un projet de réaménagement de plusieurs millairds de dollars des terrains ferroviaires, y compris le SkyDome, et l'on pensait que la Downtime Relief Line pourrait contribuer à ancrer ce réaménagement. Certains plans prévoyaient que la Downtown Relief Line serait exploitée avec la technologie du système de transport en commun à capacité intermédiaire (ICTS), comme la Scarborough RT, la ligne se détachant des terrains ferroviaires sur une voie de guidage surélevée et entrant dans une station surélevée au milieu de la rue Front, entre la station Union et l'hôtel Royal York.
Lors de la rédaction du projet Network 2011, la technologie du métro était privilégiée, et la première phase de la Downtown Relief Line aurait été exploitée depuis la station Pape sur la ligne Bloor-Danforth, via l'avenue Pape vers le sud jusqu'à l'avenue Eastern, où elle aurait tourné vers l'ouest et aurait circulé sous l'avenue Eastern et le long de l'emprise ferroviaire jusqu'à ce qu'elle plonge sous les lignes ferroviaires au nord jusqu'à la rue Front à la station Union. Il était alors prévu qu'il continue vers l'est jusqu'à l'avenue Spadina. Dans le rapport Network 2011, le coût de la Downtown Relief Line, y compris une nouvelle gare de triage pour garer et entretenir les trains, est estimé à 565 millions de dollars.

### Relancement du plan

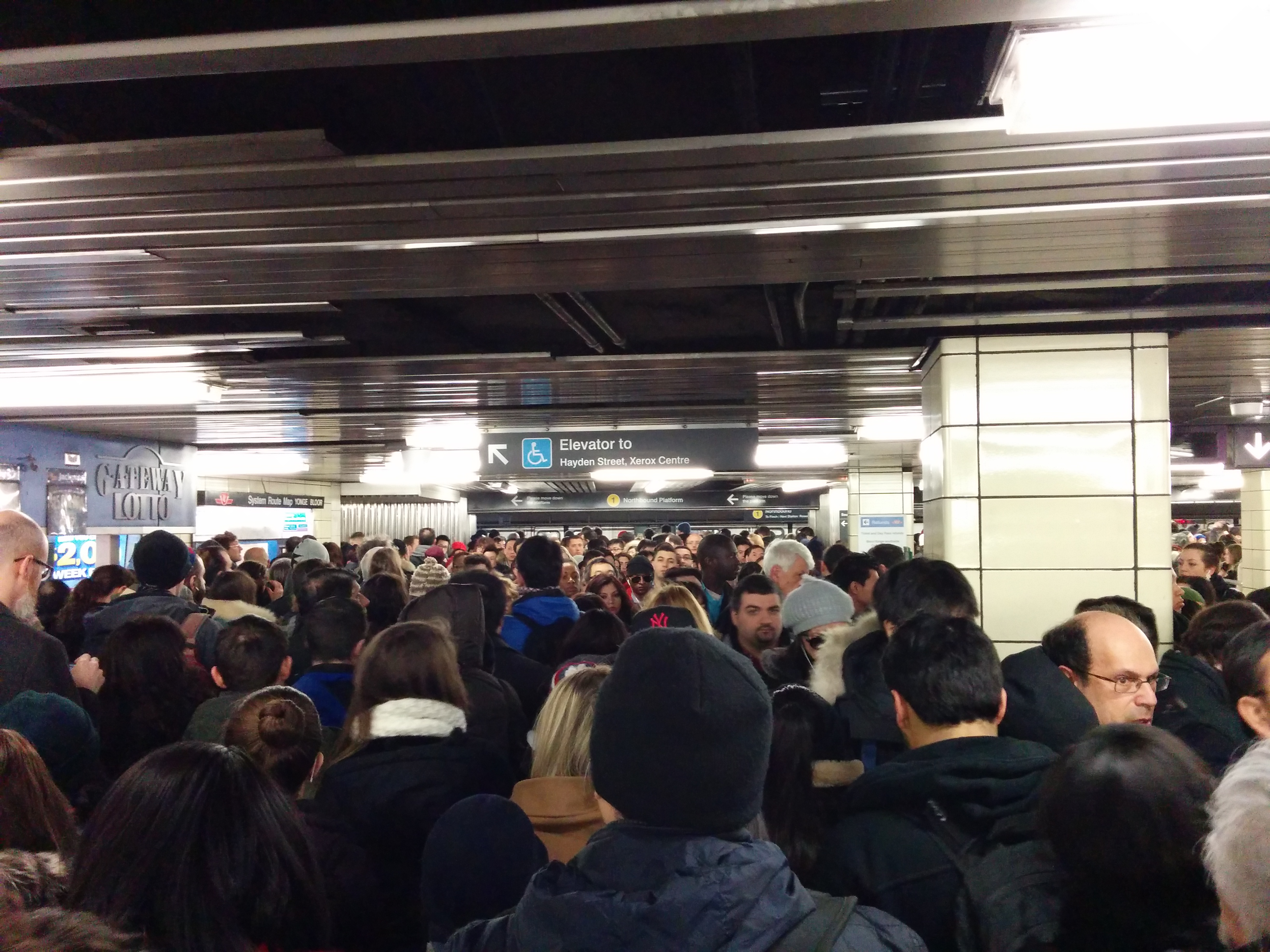
Station Bloor-Yonge lors d'une interruption de service sur la ligne 1 à l'heure de pointe du matin

La proposition est restée lettre morte depuis le début des années 1990, alors que la fréquentation de l'ensemble du système diminuait et que la congestion de la station Bloor-Yonge s'atténuait. La situation a toutefois commencé à s'inverser à la fin des années 1990 et, en 2001, la TTC a commencé à remarquer que les stations de la section sud de la ligne Yonge étaient de plus en plus encombrées.
En 2001, le conseil municipal de Toronto a demandé à la Commission de réaliser une étude sur l'expansion des transports en commun rapides, afin de déterminer quels prolongements de métro devraient être prioritaires si des fonds étaient mis à disposition par les gouvernements provinciaux ou fédéral. Les auteurs du rapport ont recommandé de prolonger la ligne Sheppard de deux stations vers l'est, de Don Mills à Victoria Park, et de prolonger le tronçon Spadina vers le nord-ouest jusqu'à l'Université York et l'avenue Steeles. Ils ont identifié le prolongement du tronçon Yonge vers le nord jusqu'au boulevard Clark (un kilomètre au nord de la limite municipale) comme une option forte qui pourrait générer plus d'usagers que les deux autres options, mais ils ne l'ont pas recommandé, en disant qu'un prolongement vers le nord du tronçon Yonge risque de surcharger le tronçon Yonge. Il serait plus prudent de mieux équilibrer la fréquentation des tronçons Yonge et Spadina en prolongeant le tronçon Spadina vers le nord.
Les activistes et les politiciens ont remarqué la réticence à prolonger le métro sur Yonge, ainsi que d'autres plans visant à augmenter la capacité du métro Yonge, et ont spéculé sur la possibilité d'un retour de la proposition de Downtown Relief Line. En 2007, alors que la TTC et la ville de Toronto se lançaient dans la proposition Transit City de construire des lignes de métro léger aux quartiers périphériques de la ville, il a été noté que la capacité des services de transport en commun au centre-ville n'augmentait guère. Enfin, en 2008, le président de la TTC, Adam Giambrone, a émis l'hypothèse qu'une Downtown Relief Line pourrait devenir une nécessité, même s'il ne prévoyait pas sa construction avant 2018.
La TTC et la ville de Toronto craignaient que le prolongement du métro Yonge n'aggrave considérablement les problèmes de congestion dans la partie sud du tronçon Yonge. Même avec le contrôle automatique des trains, de nouvelles rames, et l'ajout d'une septième voiture aux trains, Metrolinx estimait que le tronçon Yonge dépasserait de 40 % sa capacité d'ici 2031. Fin janvier 2009, le conseil municipal de Toronto a approuvé le prolongement du métro Yonge, avec des conditions préalables, notamment l'agrandissement de la station Bloor-Yonge, qui pourraient faire grimper le coût total du prolongement à plus de 5 milliards de dollars. Lors de la même réunion, les conseillers municipaux ont approuvé une motion visant à encourager l'agence provinciale à accorder une plus grande priorité à la Downtown Relief Line, qui pourrait résoudre une grande partie des problèmes de capacité causés par le prolongement, tout en bonifiant le service de métro à une grande partie du centre de Toronto.

### Enjeux politiques et animosité entre le centre-ville et la banlieue
La construction de la Downtown Relief Line a été marquée par des enjeux politiques, notamment en ce qui concerne les relations entre les habitants des banlieues et ceux du centre-ville. La proposition Transit City s'est concentrée sur la construction du métro léger à la banlieue sans aborder les besoins de transport en commun du centre-ville parce que, a-t-on déclaré, cela permettait d'éviter qu'un projet de métro à grande échelle dans le centre-ville ne domine pas la conversation et n'empêche éventuellement la construction des lignes de métro léger nécessaires. Ce n'est que lorsque la perspective d'une saturation du métro Yonge au sud de l'avenue Eglinton avec le projet de prolongement vers Richmond Hill a été évoquée que le conseil municipal a commencé à plaider en faveur de la Downtown Relief Line.
Même à l'époque, les politiciens municipaux ont déconseillé ce surnom, préférant l'appeler la « Relief Line » (ligne de désengorgement) pour éviter que les habitants de la banlieue ne pensent que cette ligne bénéficiait de manière disproportionnée aux riches résidents du centre-ville, enflammant ainsi les jalousies,.
Le coût de construction reste un obstacle. Contrairement au reste de la proposition Transit City, cette ligne devra probablement être un métro, et une grande partie devra être creusée dans un tunnel. Le coût du projet s'élève donc à plusieurs milliards de dollars, ce qui incite les responsables politiques à rechercher des solutions moins coûteuses, bien que moins efficaces. L'une d'entre elles, SmartTrack, a été proposée par John Tory lors de sa candidature à la mairie en 2014. En utilisant des trains électriques sur des emprises ferroviaires déjà existantes, il a soutenu qu'une ligne de métro en surface pourrait être construite depuis Unionville sur la ligne Stouffville, en passant par Scarborough et le long de la ligne Lakeshore East, en passant par la gare Union, puis en remontant la subdivision Weston et en passant sous l'avenue Eglinton jusqu'à l'aéroport Pearson. L'infaisabilité de ce plan et le fait que les trains circulant à des intervalles de quinze minutes ne sont pas susceptibles d'apporter le soulagement nécessaire ont progressivement fait disparaître la proposition SmartTrack de l'avant-scène.

### La voie de soulagement
En 2012, la ville de Toronto et la TTC ont lancé l'étude sur l'expansion du transport en commun rapide au centre-ville, afin de réexaminer les tracés potentiels d'une ligne de désengorgement reliant le centre-ville à la ligne 2 Bloor-Danforth. Metrolinx a confirmé que la ligne faisait partie de sa « prochaine vague » de projets de transport en commun à réaliser après la construction des projets actuels. L'Ontario a manifesté un soutien supplémentaire en fournissant 150 millions de dollars pour une étude détaillée de conception et d'ingénierie, et les consultations publiques sur le projet ont commencé en avril 2014. Une liste restreinte d'options de tracé a été soumise à l'examen du public en juin 2015, et le corridor privilégié a été identifié et approuvé par le conseil municipal de Toronto en mars 2016.
Et ce tracé ramenait la Downtown Relief Line à ses origines. Suivant les traces des plans originaux du métro transversal et du compromis de l'« U volant » plus de cinquante ans auparavant, le nouveau tracé approuvé en mars 2016 verrait les trains partir de la station Pape, creuser un tunnel vers le sud sur l'avenue Pape, vers le sud-ouest sous le centre commercial Gerrard Square, vers le sud sur l'avenue Carlaw, vers l'ouest sur l'avenue Eastern, à travers la rivière Don avant de s'incurver vers le nord-ouest jusqu'à la rue Queen et de continuer jusqu'à l'avenue University. Les arrêts intermédiaires sont Gerrard, Queen / Carlaw, Broadview / Eastern (desservant le site en cours de réaménagement d'Unilever), Sumach / King, Sherbourne / Queen, Yonge (hôtel de ville de Toronto), et la station Osgoode.
Il reste des possibilités de prolongement. Metrolinx a noté que la ligne pourrait offrir un meilleur soulagement au tronçon Yonge de la ligne 1 si elle était prolongée vers le nord depuis l'avenue Danforth jusqu'à l'angle d'Eglinton et Don Mills, et peut-être même vers le nord jusqu'à l'avenue Sheppard.
En août 2018, l'Ontario a approuvé l'évaluation environnementale de la Relief Line. Le coût de la ligne jusqu'à l'avenue Danforth a été estimé à environ 6,8 milliards de dollars, et l'ouverture de la ligne était prévue pour la fin des années 2020. Début 2019, le gouvernement provincial a annoncé son intention de prendre le relais de la TTC pour la construction du métro à Toronto.

### Ligne Ontario
Lors d'une annonce surprise en avril 2019, le gouvernement de l'Ontario a présenté la proposition de la ligne Ontario, qui semblait à l'époque incorporer une grande partie du tracé et de nombreux emplacements de stations de la Relief Line. Contrairement à la conception de la ville, la ligne Ontario serait une ligne « autonome », qui utiliserait un matériel roulant plus léger et des rames plus courtes que les lignes de métro existantes de Toronto. Des conseillers municipaux de Toronto ont exprimé leur crainte que la nouvelle ligne ne retarde la mise en place du transport en commun rapide et ne gaspille l'argent que la ville a déjà dépensé pour la conception de la Relief Line.
Metrolinx a préparé le plan de la ligne Ontario en seulement trois mois sur la base d'une proposition du consultant en transport en commun Michael Schabas. Metrolinx a embauché Schabas en décembre 2018 pour diriger une équipe chargée de transformer les plans de la Relief Line en ligne Ontario. Schabas était favorable à l'utilisation de véhicules de métro plus légers, tels que ceux utilisés par le Docklands Light Railway de Londres, car ces véhicules étaient jugés plus adaptés aux pentes plus raides et aux structures surélevées. Un projet de plan devait être prêt pour le janvier 2019. Le premier ministre Doug Ford a approuvé le plan après une présentation le 26 février. Metrolinx a gardé le projet secret jusqu'à ce que le gouvernement décide de l'annoncer le 10 avril.
Comme annoncé initialement en avril 2019, le tracé de la ligne Ontario semblait suivre en grande partie le tracé de la Relief Line, commençant au Parc des expositions de Toronto, se dirigeant vers le nord-est jusqu'aux rues King et Bathurst, puis vers le nord-est jusqu'à l'avenue Spadina et la rue Queen. Elle se dirigeait ensuite vers l'est à travers le centre-ville, le long de la rue Queen, avant de tourner vers le sud-est dans le secteur de la rue Parliament, au sud de l'avenue Eastern. La ligne avait une station à l'angle de King et Sumach, puis traversait la rivière Don jusqu'à une station aux avenues Broadview et Eastern. La ligne continue vers le nord-est jusqu'aux avenues Pape et Danforth et continue vers le nord le long de l'avenue Pape, traversant la rivière Don encore une fois jusqu'au quartier de Thorncliffe Park. La ligne continue vers le nord-est le long du chemin Don Mills pour se terminer à l'avenue Eglinton.
L'annonce du prolongement de la ligne jusqu'à une nouvelle station à la Place de l'Ontario a suscité la controverse, car le premier ministre Doug Ford avait parlé de transformer la place, qui était auparavant un lieu familial, en un complexe de casinos destinés aux adultes. Certains ont soupçonné que le projet de prolongement jusqu'à la Place de l'Ontario visait les joueurs de passage, et non les résidents,. Le premier ministre ontarien a nié que cette prolongation soit liée à un quelconque projet de casino. The Globe and Mail a rapporté qu'aucun plan antérieur n'avait jamais envisagé de faire de la Place de l'Ontario une destination de transport en commun rapide et que l'annonce a surpris tout le monde, y compris le maire de Toronto, John Tory.
En juillet 2019, le Toronto Star a obtenu et publié des documents confidentiels de Metrolinx. Ces documents montrent que le tracé proposé serait nettement différent de celui de la Relief Line et impliquerait d'importantes longueurs de voies à niveau ou surélevées. La station à la Place de l'Ontario a été supprimée et une station a été ajoutée au Parc des expositions, près de la gare d'Exhibition. Le tronçon entre les stations Queen/Sherbourne et Gerrard serait surélevé et suivrait en grande partie une emprise ferroviaire au lieu d'être creusé dans un tunnel. Le nouveau tracé substituerait une station Corktown à environ 500 mètres à l'ouest de l'emplacement proposé pour la station Sumach sur la Relief Line. La ligne Ontario partagerait moins de la moitié du tracé prévu de la Relief Line entre les stations Osgoode et Pape.
En octobre 2019, le maire Tory et le premier ministre Ford ont conclu un accord de principe selon lequel la ville approuverait la ligne et le réseau de métro de Toronto ne serait pas repris par le gouvernement provincial. L'accord a ensuite été approuvé par le conseil municipal de Toronto par 22 voix contre 3.

## Approvisionnement
Le projet de la ligne Ontario est réalisé par le biais de divers partenariats public-privé (PPP), de contrats de conception-construction progressifs et de contrats d'approvisionnement traditionnels, qui sont tous échelonnés en conséquence en vue d'une réalisation réussie.

### Matériel roulant, systèmes, exploitation et maintenance

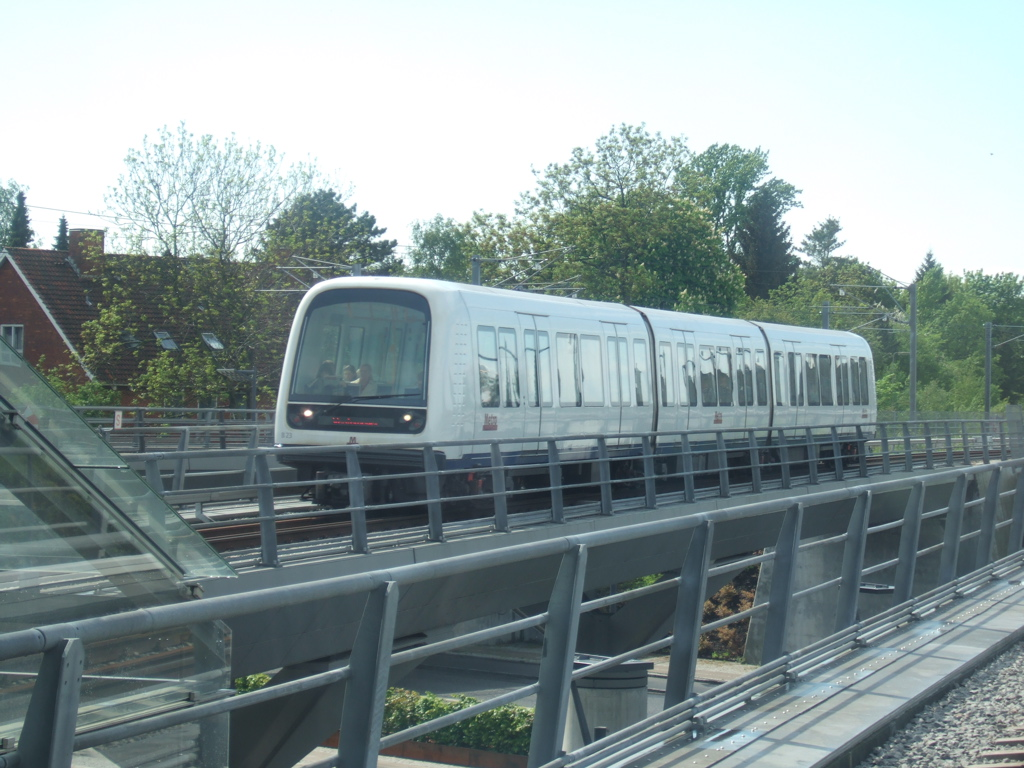
L'unité de métro sans conducteur d'Hitachi Rail exploitée dans le métro de Copenhague

Le 2 juin 2020, Infrastructure Ontario (IO) et Metrolinx ont publié une demande de qualification pour le matériel roulant, les systèmes, l'exploitation et l'entretien, marquant ainsi la première phase de l'approvisionnement de la ligne. Le 17 décembre 2020, Infrastructure Ontario et Metrolinx ont lancé une demande de propositions aux promoteurs présélectionnés, notamment Connect 6ix (Plenary Americas, Hitachi Rail, Webuild, Transdev, NGE Contracting, IBI Group et autres), ONConnects (Aecon, Siemens et Keolis), et ONLineLinx (John Laing Group et Alstom). Le 17 novembre 2022, le contrat a été attribué à Connect 6ix, avec une date de mise en service prévue pour 2031.
Ce contrat inclut la conception, la construction, l'exploitation et la maintenance continue de l'ensemble de la ligne Ontario, pour une durée de 30 ans. Le matériel roulant sera conçu, fourni et entretenu par Hitachi Rail, et exploité par Transdev. Ce contrat comprend également une installation d'exploitation, de maintenance et de dépôt pour le matériel roulant, un centre de contrôle des opérations et un centre de contrôle des opérations de secours, où le personnel contrôle l'exploitation des trains en coordination avec GO Transit et la Commission de transport de Toronto, l'exploitation des trains, y compris un système automatisé d'exploitation des trains sans surveillance, les systèmes, y compris les voies, les communications (réseau, Wi-Fi, caméras de surveillance, système d'affichage pour les passagers) et les systèmes de contrôle du trafic, ainsi que la coordination de l'équipement tarifaire avec Presto.

### Travaux de génie civil, stations et tunnels pour le tronçon sud
Le 2 juin 2020, Infrastructure Ontario (IO) et Metrolinx ont lancé un appel d'offres pour la partie sud, marquant ainsi la première phase d'approvisionnement de la ligne Ontario. Le 17 décembre 2020, une demande de propositions a été envoyée aux promoteurs présélectionnés, notamment Community Transit Link (Aecon, Dragados et Strabag), ON-Linx (Webuild, Astaldi, Amico et Saipem) et Ontario Transit Group (Ferrovial et Vinci). Le 9 novembre 2022, le contrat a été attribué à l'Ontario Transit Group, avec une date d'achèvement prévue pour 2030.
Ce contrat comprenait la conception et la construction d'un tunnel de 6 kilomètres à travers le centre-ville de Toronto, de la gare d'Exhibition à la tête de tunnel Don Yard, à l'ouest de la rivière Don, de sept stations, dont quatre nouvelles stations souterraines autonomes (King-Bathurst, Queen-Spadina, Moss Park et Corktown), deux stations d'échange souterraines (Queen-Yonge et Osgoode), et une station en surface (Exhibition), et des travaux avancés de génie civil (y compris les travaux de terrassement pour la construction du tunnel et des stations, les travaux d'utilités et de conduites avant les travaux mécaniques et électriques et les structures de guidage et les installations avant les travaux de voie).

### Travaux de tunnels et stations pour le tronçon nord
Le 17 novembre 2022, Metrolinx et Infrastructure Ontario ont lancé un appel d'offres pour la partie nord, entre la station Gerrard et le pont de la vallée Don. Le 4 avril 2023, une demande de propositions a été envoyée aux promoteurs présélectionnés, notamment Strabag, Pape North Connect (Webuild et FCC Construction) et Subway Partners (Acciona, Eiffage et Amico).
Ce contrat comprenait la conception et la construction de 3 kilomètres de tunnel sous l'avenue Pape, depuis la future tête de tunnel Gerrard jusqu'au pont de la vallée de Don, deux stations souterraines, dont une station régulière (Cosburn) et une station de correspondance (Pape), des travaux de génie civil préalables (y compris la reprise en sous-œuvre de la station Pape de la ligne 2 existante, 3 bâtiments de sortie de secours, croisement près de l'avenue Sammon) avant l'installation des systèmes mécaniques et électriques.

### Voie de guidage et stations surélevées
Le 17 novembre 2022, Metrolinx et Infrastructure Ontario ont également lancé un appel d'offres pour la partie nord, entre le pont de la vallée Don et le Centre des sciences de l'Ontario. Le 4 avril 2023, un appel d'offres a été lancé auprès des promoteurs présélectionnés, notamment Rail Connect Partnership (SNC-Lavalin et Bird Construction), Transit Expansion North (Pomerleau, Aecon, Bouygues Construction) et Trillium Guideway Partners (Acciona, Amico et Dufferin Construction).
Ce contrat comprenait la conception et la construction de 3 kilomètres de voie de guidage surélevée, cinq stations surélevées, dont Riverside—Leslieville, Gerrard, Thorncliffe Park, Flemingdon Park et Science Centre (y compris la correspondance avec la ligne 5 Eglinton à Science Centre), l'avancement des travaux de génie civil (y compris un bâtiment de sortie de secours, des sections du corridor ferroviaire appartenant à Metrolinx où les trains de la ligne Ontario utiliseront des sorties de secours, et l'interface avec le centre d'entretien).

### Corridor à usage commun
En plus des contrats susmentionnés, il y aura également une série de projets de travaux préliminaires pour les ponts, les voies et d'autres activités préparatoires pour aider à faire avancer la livraison de la ligne Ontario, principalement à deux endroits : la gare d'Exhibition jusqu'à la tête de tunnel Strachan, et la tête de tunnel Don Yard jusqu'à la future station Gerrard. Ces contrats seront attribués par les deux agences provinciales.

## Révision des échéances
En juillet 2019, la date d'achèvement était estimée à 2027. En décembre 2020, la date d'achèvement a été révisée en 2030. Metrolinx a déclaré que la date d'achèvement initiale était basée sur les conditions du marché qui, depuis 2019, avaient changé radicalement. En novembre 2022, la date d'achèvement était annoncée pour 2031.

## Construction
Une cérémonie de pose de la première pierre, à laquelle assistent Ford, Tory et d'autres politiciens et fonctionnaires, a lieu le 27 mars 2022 au parc des expositions de Toronto, bien qu'aucun contrat important n'ait été attribué à ce moment-là. À la fin du mois d'août 2022, les bâtiments situés sur le site de la future station Corktown ont été démolis pour permettre le démarrage des travaux en 2023. Entre-temps, des archéologues ont été autorisés à se rendre sur le site pour documenter d'éventuelle découvertes historiques.
Après l'attribution des principaux contrats en novembre 2022, les principaux travaux de conception et de construction du matériel roulant, des systèmes, de l'exploitation et de la maintenance, ainsi que du génie civil du tronçon sud, des stations et du tunnel devraient commencer en 2023.
Au début de l'année 2023, les travaux de préparation étaient déjà en cours sur les sites des stations Exhibition, Queen, Corktown, Osgoode et Moss Park, dans la cour de triage Don, sur la ligne Lakeshore East à l'est de la rivière Don, et à la future tête de tunnel près de l'avenue Pape et de la rue Gerrard
Le 1er mai 2023, une fermeture de la rue Queen entre les rues Victoria et Bay, d'une durée estimée à 4 ans et demi, a commencé pour permettre la construction de la station Queen. Les tramway de la ligne 501 Queen ont dû être déroutés.

## Tracé et installations

### Tracé
La description du tracé qui suit est basée sur un plan révisé publié par Metrolinx en septembre et octobre 2020, ainsi que sur une révision publiée en avril 2021.
Le terminus nord-est de la ligne Ontario serait la station Science Centre, à l'angle du chemin Don Mills et de l'avenue Eglinton. Cette station serait un point de correspondance pour la ligne 5 Eglinton et les autobus de la TTC. Le quai de la ligne Ontario se trouverait sur une structure surélevée au-dessus des quais d'autobus de la station, située au nord d'Eglinton, sur le côté est de Don Mills.
En continuant vers le sud sur une structure surélevée, la ligne traverserait l'avenue Eglinton, puis le côté ouest du chemin Don Mills, en passant par la station Flemingdon Park, située à l'angle nord-ouest, en face du boulevard Gateway. Immédiatement au sud de cette station, la ligne tournerait vers l'ouest le long de l'emprise d'Hydro One et traverserait la vallée de Don sur un nouveau pont. En continuant vers l'ouest de l'autre côté de la vallée, la ligne passerait devant le centre d'entretien de la ligne Ontario. La ligne irait vers le sud jusqu'au boulevard Overlea, puis vers l'ouest sur le côté nord de cette rue, sur une structure surélevée. La ligne passerait par la station Thorncliffe Park, qui se trouverait au-dessus de la partie ouest du boulevard Thorncliffe Park. En continuant vers l'ouest sur une structure surélevée, la ligne s'incurverait vers le sud au-dessus du chemin Millwood et traverserait la vallée de Don sur un nouveau pont à peu près parallèle et à l'ouest du pont Leaside. Du côté sud de la traversée, la ligne entrerait dans un tunnel sous la place Minton.
Au sud de la station Pape, la ligne passerait approximativement sous l'avenue Pape et émergerait en surface juste au nord de la rue Gerrard. La ligne entrerait ensuite dans la station Gerrard sur une structure surélevée au-dessus de l'angle de la rue Gerrard et l'avenue Carlaw. Au sud de la station Gerrard, la ligne Ontario longerait le côté nord-ouest de la ligne Lakeshore East de GO Transit, situé sur un remblai. La ligne Lakeshore East comporte trois voies et peut en accueillir une quatrième. Avec la construction de la ligne Ontario, ce corridor ferroviaire comptera éventuellement six voies.
Le tracé continuerait le long de l'emprise ferroviaire, passant par la station Riverside—Leslieville à la rue Queen Est et continuant jusqu'à la station East Harbour, à l'est de la rivière Don, sur le côté sud de l'avenue Eastern, où une nouvelle gare GO serait construite en surface. La ligne Ontario traverserait la rivière Don sur un nouveau pont situé au nord du pont ferroviaire existant. Après avoir traversé la rivière, la ligne passerait devant la gare de triage Don de GO Transit avant de descendre dans un tunnel juste à l'est de la rue Cherry.
La ligne tournerait vers le nord sous le côté est de la rue Berkeley et passerait par la station Corktown à la rue King. Entre les rues King et Queen, la ligne décrit une large courbe du nord vers l'ouest pour passer à l'ouest sous la rue Queen en passant par la station Moss Park (entre les rues Shuter et Sherbourne), la station Queen (à la rue Yonge) et la station Osgoode (à l'avenue University). La ligne continuerait vers l'ouest jusqu'à une station à l'avenue Spadina, puis en diagonale vers le sud-ouest via une station à King et Bathurst jusqu'à l'avenue Strachan. La ligne tournerait à nouveau vers l'ouest, revenant à la surface juste à l'ouest de l'avenue Strachan sur le côté nord du corridor ferroviaire le long du parc des expositions, avant d'arriver à la gare d'Exhibition, son terminus sud-ouest.

### Entretien des rames
L'installation d'entretien et de garage de la ligne Ontario occupera un site de 17,5 hectares au nord du boulevard Overlea, entre Beth Nealson Drive et la subdivision North Toronto du Canadien Pacifique Kansas City. Il sera situé à proximité de la future station de Thorncliffe Park. L'installation accueillerait 200 voitures et aurait une capacité maximale de 250,.
La construction de l'installation nécessiterait la démolition d'un centre islamique et d'une place commerciale comprenant des commerces locales telles que Iqbal Halal Foods, qui dessert la population principalement musulmane de Thorncliffe Park. En décembre 2021, Metrolinx a conclu un accord de 49,5 millions de dollars avec la Société islamique de Toronto pour qu'elle déménage dans un local plus vaste au 20, boulevard Overlea. Metrolinx aiderait à relocaliser les commerces dans le quartier. Cependant, Save TPARK, un groupe de quartier, s'est opposé à l'emplacement proposé pour l'installation, estimant qu'il s'agissait d'un empiètement indésirable sur le quartier. Il souhaitait que Metrolinx choisisse un autre emplacement et offre à la communauté davantage de logements abordables.

## Stations
La ligne comptera 15 stations, dont quatre sont reliées à d'autres lignes de métro ou de métro léger de Toronto et deux aux trains de banlieue de GO Transit. D'autres stations sont reliées aux tramways et aux autobus de Toronto. Les noms des stations et d'autres détails sont susceptibles d'être modifiés,,.
| Station               | Type                            | Quartier                    | Correspondances                              | Remarques                                                                               |
| --------------------- | ------------------------------- | --------------------------- | -------------------------------------------- | --------------------------------------------------------------------------------------- |
| Science Centre        | surélevée                       | Flemingdon Park             | Eglinton                                     | intégrée à la station en construction à l'angle de Don Mills et Eglinton                |
| Flemingdon Park       | surélevée                       | Flemingdon Park             |                                              | côté ouest du chemin Don Mills au nord du boulevard Gateway                             |
| Thorncliffe Park      | surélevée                       | Thorncliffe Park            |                                              | sur le boulevard Overlea au-dessus de la route Thorncliffe Park Ouest                   |
| Cosburn               | souterraine                     | Old East York               |                                              | à l'angle des avenues Cosburn et Pape                                                   |
| Pape                  | souterraine                     | Greektown                   | Bloor-Danforth                               | intégrée à une station existante à l'angle de Pape et Danforth                          |
| Gerrard               | surélevée (remblai ferroviaire) | Riverdale                   | 506 Carlton                                  | située à l'angle de Gerrard et Carlaw, le long de la ligne Lakeshore East de GO Transit |
| Riverside—Leslieville | surélevée (remblai ferroviaire) | Leslieville South Riverdale | 501 Queen 503 Kingston Road                  | siutée à l'angle de Queen et la voie ferrée                                             |
| East Harbour          | surélevée (remblai ferroviaire) | Leslieville South Riverdale | Lakeshore East Stouffville                   | située le long de la voie ferrée, entre l'avenue Eastern et la rivière Don              |
| Corktown              | souterraine                     | Corktown                    | 504 King                                     | à l'angle de Berkeley et King                                                           |
| Moss Park             | souterraine                     | Regent Park Moss Park       | 501 Queen                                    | sous la rue Queen Est entre les rues George et Sherbourne                               |
| Queen                 | souterraine                     | Centre-ville                | Yonge-University 501 Queen                   | intégrée à une station existante à l'angle de Queen et Yonge                            |
| Osgoode               | souterraine                     | Centre-ville                | Yonge-University 501 Queen                   | intégrée à une station existante à l'angle de Queen et University                       |
| Queen—Spadina         | souterraine                     | Fashion District Chinatown  | 501 Queen 510 Spadina                        | à l'angle de Queen et Spadina                                                           |
| King—Bathurst         | souterraine                     | Fashion District            | 504 King 511 Bathurst                        | à l'angle de King et Bathurst                                                           |
| Exhibition            | surface                         | Liberty Village             | 509 Harbourfront 511 Bathurst Lakeshore West | Sur le côté nord de la ligne Lakeshore West, au nord du parc des expositions            |

### Science Centre

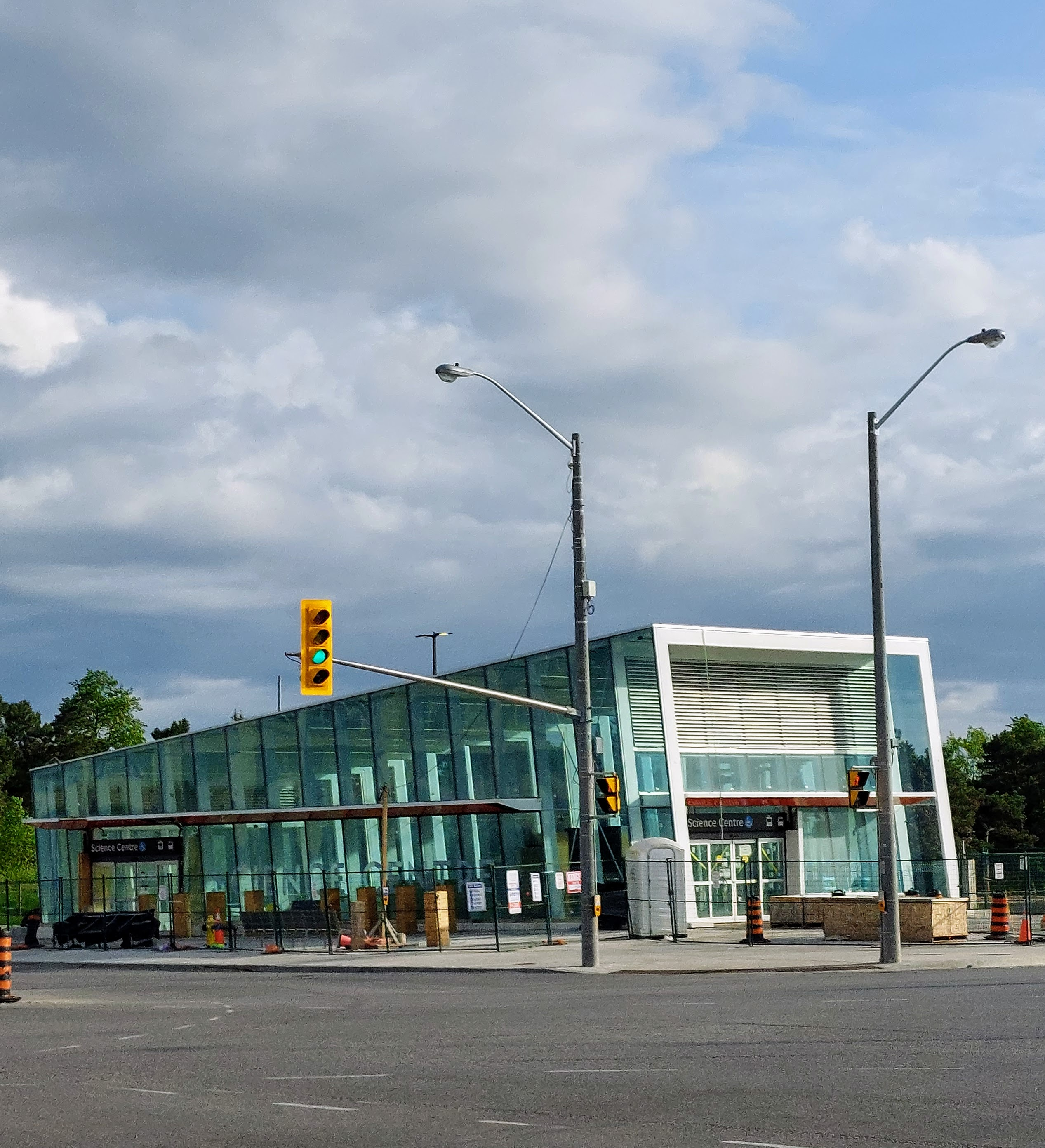
L'entrée principale de la station Science Centre, en construction en mai 2022

La ligne Ontario desservira la station Science Centre à l'avenue Eglinton, offrant une correspondance avec la ligne 5 Eglinton. La station surélevée de la ligne Ontario sera située le long du chemin Don Mills, à l'angle nord-est de son intersection avec l'avenue Eglinton. Les passagers pourront accéder à la station depuis l'entrée sud-ouest ou nord-est de la station, ainsi que depuis les quais d'autobus adjacents. La station comprendra trois niveaux : les quais de la ligne 5 sous le niveau de la rue, les quais d'autobus au niveau de la rue et les quais de la ligne Ontario au-dessus du niveau de la rue. Des escaliers mécaniques, des ascenseurs et des couloirs intérieurs seront disponibles pour faciliter la correspondance. Elle disposera également de quais latéraux, une configuration inhabituelle pour les stations terminale de métro à Toronto, qui sont presque toujours dotées de quais centraux.
Des voies de raccordement seront aménagées à l'extrémité nord des quais de la ligne Ontario et s'étendront vers le nord au-delà de la route Wynford. Ces voies seront utilisées pour entreposer des trains et pour permettre un futur prolongement vers le nord.

### Flemingdon Park

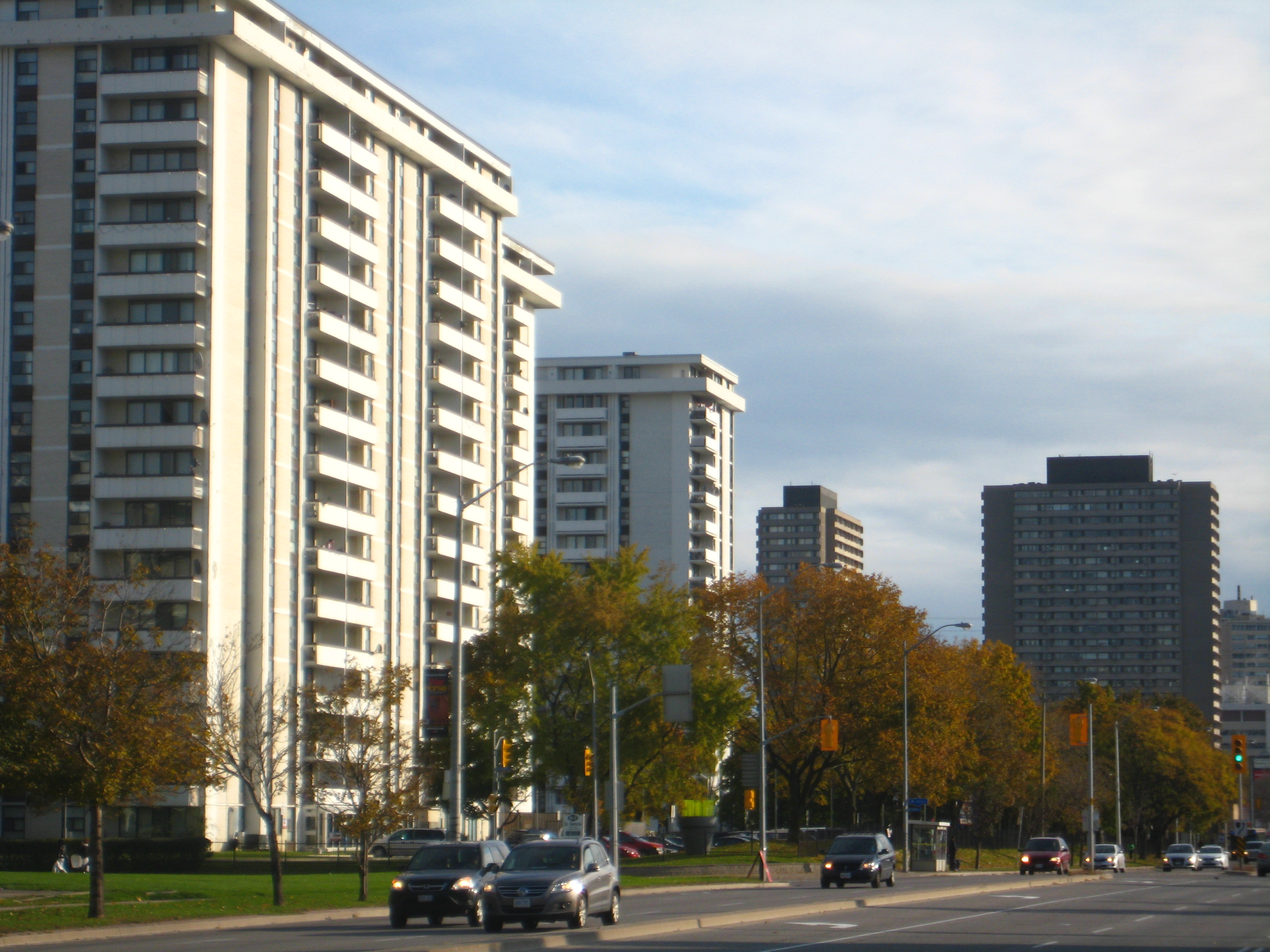
Appartements à Flemingdon Park

La station Flemingdon Park sera située sur le côté ouest du chemin Don Mills, au nord du boulevard Gateway. Elle sera construite à l'emplacement d'un stationnement. Toutefois, cette station sera plus proche de l'entrée principale du Centre des sciences de l'Ontario que la station Science Centre.

### Thorncliffe Park
La station Thorncliffe Park sera située au nord du boulevard Overlea, le long de la route Thorncliffe Park. Après avoir traversé la vallée de Don, la ligne traversera le chemin Millwood et longera le boulevard Overlea sur des voies surélevées qui seront conçues pour s'intégrer à leur environnement et créer de nouveaux espaces publics en dessous. Metrolinx sollicitera les commentaires de la communauté sur les conceptions dans le cadre des consultations en cours.

### Cosburn
La station Cosburn sera située sur l'avenue Cosburn et disposera d'un quai central. Elle sera située sous le côte ouest de l'avenue Pape afin d'éviter de creuser l'avenue Pape elle-même pendant la construction. Deux entrées seront construites, l'une vers l'avenue Pape et l'autre vers l'avenue Cosburn.

### Pape
La ligne Ontario desservira la station de métro existante et offrira une correspondance avec la ligne 2 Danforth au niveau de l'avenue Danforth. Passant légèrement à l'est de l'avenue Pape, la ligne Ontario aura un quai central sous la ligne 2 à la station. Metrolinx prévoit que la correspondance à la station Pape réduira de 22 % l'affluence à la station Bloor-Yonge aux heures de pointe. Il est prévu d'ajouter une entrée à la station directement depuis l'avenue Danforth.

### Gerrard
La station Gerrard sera située en diagonale au-dessus de l'intersection de la rue Gerrard Est et de l'avenue Carlaw, à l'ouest du centre commercial Gerrard Square. Un mail avec un supermarché No Frills sera démoli pour faire place à la structure de la station.
La structure de la station sera séparée du pont ferroviaire parallèle et du remblai. La station aura des quais centraux et deux entrées. L'une d'elles sera située sur le côté est de l'avenue Carlaw, au nord de la rue Gerrard. Une deuxième entrée sera située sur le côté sud de la rue Gerrard, à côté de la promenade Gerrard-Carlaw.
En plus de la station, le plan Gerrard-Carlaw North tire parti de son emplacement le long de la ligne en augmentant la densité du site tout en apportant de nouveaux espaces verts et une nouvelle rue entre Carlaw et Pape afin d'accueillir les nouveaux commerces et les unités résidentielles prévues. La proposition prévoit environ 1 080 unités résidentielles. Les rendus de conception montrent trois tours s'élevant à partir d'un podium commun, avec un bâtiment de base pour les commerces et les bureaux, qui comprendrait une nouvelle épicerie pour remplacer l'actuelle No Frills - le long de la façade de l'avenue Carlaw. Le site offrirait environ 7 810 m² d'espace public sur sa moitié nord pour que les citoyens puissent en profiter, à la place du stationnement en surface de la place actuelle, ainsi qu'environ 225 emplois sur la propriété.

### Riverside—Leslieville

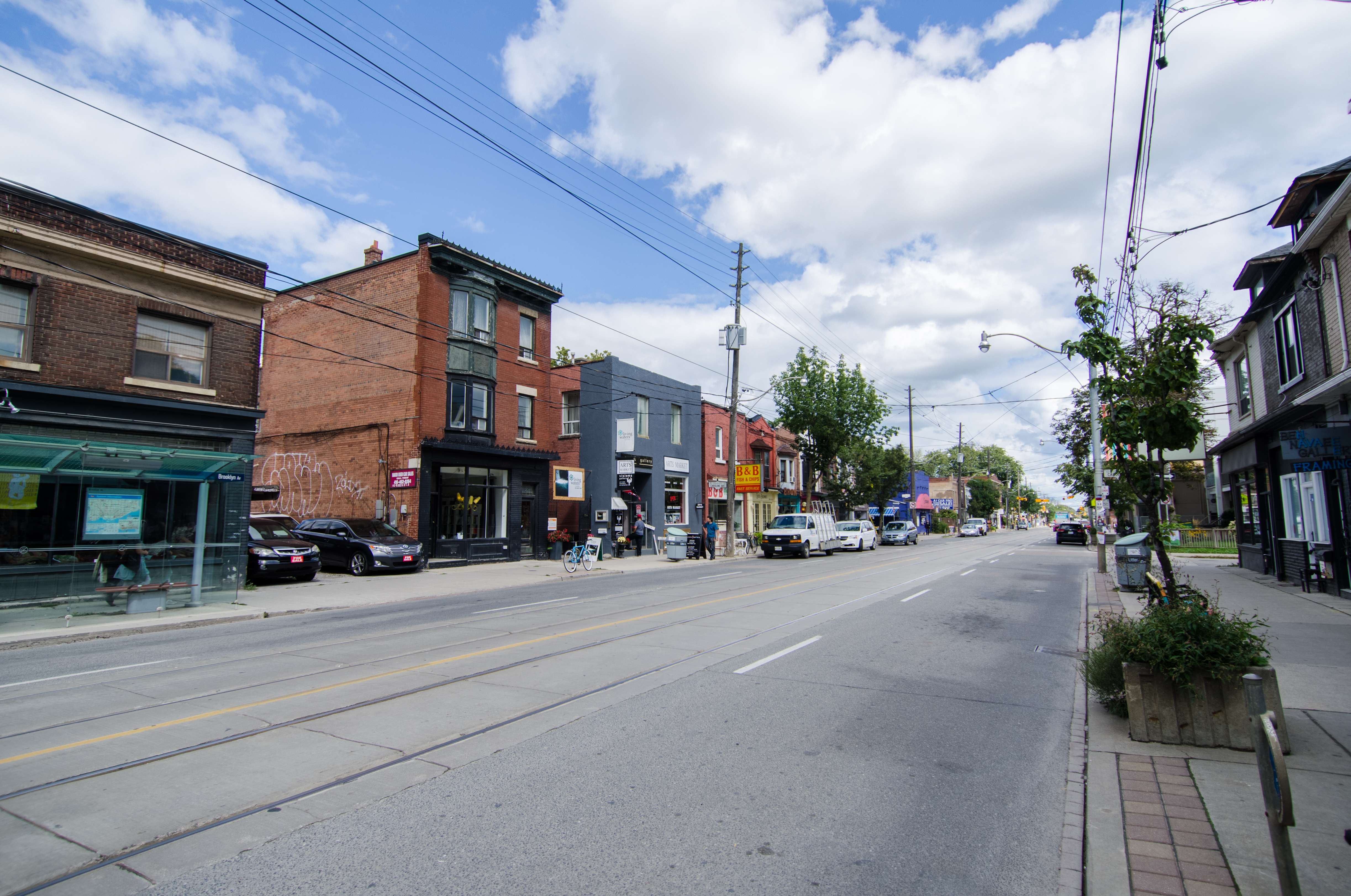
Rue Queen Est dans le secteur de Leslieville

Initialement nommée Leslieville, la station Riverside—Leslieville sera située sur le pont ferroviaire enjambant la rue Queen Est, à la limite entre les quartiers Riverside dans l'ouest et Leslieville dans l'est. La station surélevée aura un quai central et deux entrées. L'une d'entre elles sera située sur le côté nord de la rue Queen, sous le pont. Une deuxième entrée se trouvera sur le côté sud de la rue Queen, à l'ouest du remblai ferroviaire. Le corridor ferroviaire de GO Transit sera situé du côté est des voies de la ligne Ontario, mais il n'y aura pas de gare de GO Transit à cet endroit. Metrolinx prévoit de reconstruire le pont au-dessus de la rue Queen afin qu'il s'élève à 5 mètres au-dessus de la rue, au lieu de 3,9 mètres.

### East Harbour
La station East Harbour sera une station intermodale avec les trains de GO Transit et sera située entre l'avenue Eastern et la rivière Don, le long du corridor ferroviaire. Il s'agit également d'une station proposée pour le service SmartTrack. Il est également proposé de prolonger le service de tramway vers le sud le long de l'avenue Broadview jusqu'aux terrains portuaires, à proximité de la station East Harbour. La station desservira un futur complexe de bureaux.
La station East Harbour sera construite le long du remblai ferroviaire existant. La station sera traversée par six voies, deux voies pour la ligne Ontario sur le côté nord-ouest du remblai et quatre voies pour les trains de GO Transit. À East Harbour, il y aura trois quais, chacun desservant une paire de voies : un quai pour les trains de ligne Ontario, un pour les trains GO en direction ouest, et un pour les trains GO en direction est,.

### Corktown
La station Corktown sera située à l'angle sud-est des rues King et Berkeley, dans le quartier de Corktown. Il y aura une sortie de secours sur le côté nord de la rue Front, juste à l'est de la rue Berkeley. Le tunnel passera sous le terrain situé à l'est de la rue Berkeley. Les deux pâtés de maisons délimités par les rues Berkeley, King et Parliament, et situés au nord du parc Parliament Square, seront rasés pour les puits de lancement du tunnel. (La construction n'affectera le parc lui-même.) L'îlot sud est le site du premier Parlement, et Metrolinx permettra à des archéologues d'examiner le site à la recherche d'artefacts avant qu'il soit détruit par les travaux de construction. Une fois le site préparé, un tunnelier sera lancé au nord et à l'ouest du site, tandis qu'un autre sera lancé au sud et à l'est en direction du Don Yard,.

### Moss Park
La station Moss Park sera située à l'angle nord-ouest des rues Queen et Sherbourne, à côté de l'aréna Moss Park. À cet endroit, la ligne passera sous la limite sud de Moss Park (où se trouve le manège militaire de Moss Park), plutôt que sous la rue Queen. Une seule entrée est prévue à la face de la rue Sherbourne, et les plans d'une sortie de secours ne sont pas encore connus.
En février 2023, 61 arbres sont abattus pour préparer le site de la construction. Les arbres avaient environ 70 ans.

### Queen

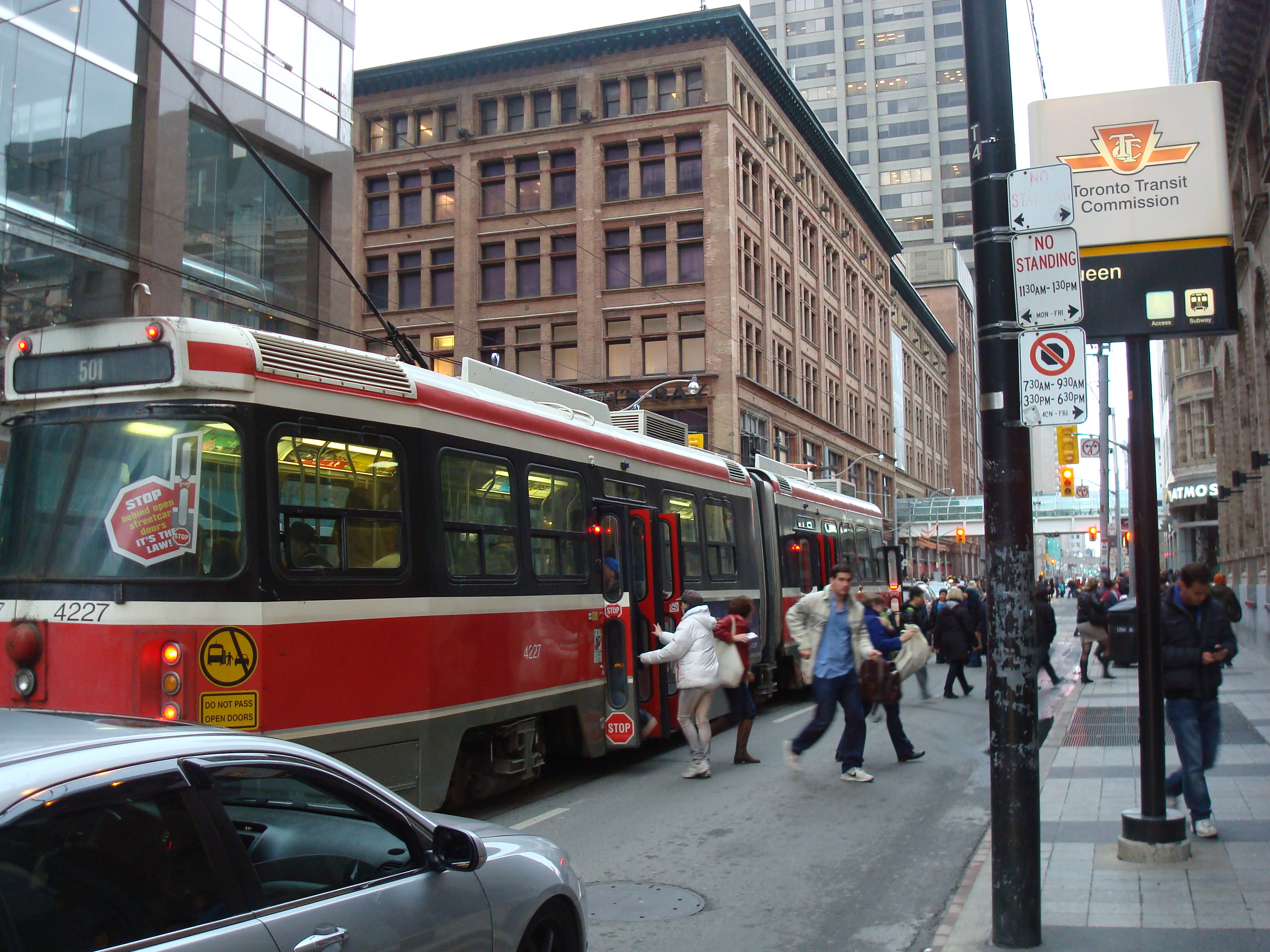
Un tramway débarque des passagers à la station Queen

La ligne desservira la station Queen existante et offrira une correspondance avec la ligne 1 Yonge—University à la rue Yonge. Elle passera sous la rue Queen et traversera la ligne 1 à la station. La station fantôme « Lower Queen » (vestige de la ligne de métro Queen jamais achevée) sera utilisée pour les correspondances entre les deux lignes. La station dispose déjà de sept entrées, dont certaines se trouvent dans le Centre Eaton Toronto et dans le complexe de la Baie d'Hudson sur Queen, et aucune entrée supplémentaire n'est prévue.
En raison de la densité urbaine à proximité de la station Queen, Metrolinx a proposé en août 2021 de fermer la rue Queen à la circulation des tramways entre les rues Church et York pendant 4 ans et demi pour la construction de la station. L'accès routier resterait possible pour accéder aux stationnements et aux aires de livraison des camions. L'accès des piétons serait également assuré. Metrolinx construirait de nouvelles voies de tramway en direction est le long des rues York et Adelaide. Pendant la fermeture de la rue Queen, les tramways du 501 Queen en direction ouest serait déviés par les rues Church, Richmond et York, tandis que les tramways en direction est seraient déviés par les rues York, Adelaide et Church. Les détours emprunteront des voies de tramway normalement inutilisées,. Toutefois, ce plan a dû être reporté en raison de la découverte de conflits liés aux services publics à la fin de l'année 2022. Le plan donc a été révisé pour dévier le tramway Queen via la rue Dundas entre l'avenue Broadview et la rue McCaul pendant 10 mois et pour exploiter un service d'autobus de remplacement afin de desservir les arrêts non desservis le long de la rue Queen.

### Osgoode

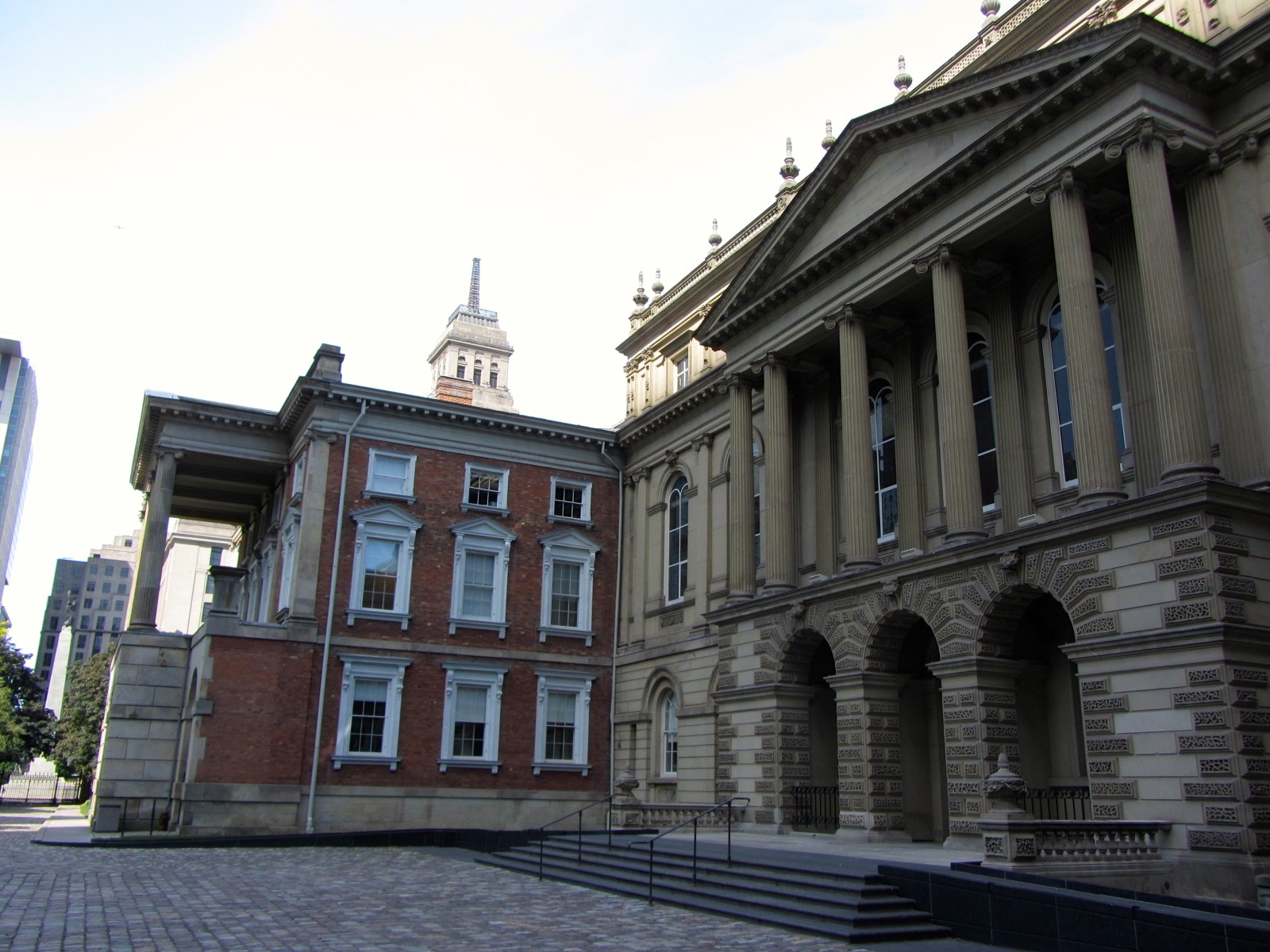
L'Osgoode Hall, qui abrite actuellement la Cour d'appel de l'Ontario, la Cour supérieure de justice de l'Ontario, le Barreau de l'Ontario et la Grande bibliothèque de Barreau.

La ligne desservira la station Osgoode existante et offrira une correspondance avec la ligne 1 Yonge—University. À l'avenue University, la ligne Ontario passera sous la rue Queen et traversera la ligne 1 à la station. La station disposera de deux entrées supplémentaires. L'une d'elles se trouvera à l'angle nord-est de la rue Queen et de l'avenue University. Elle sera située dans un coin des jardins du site d'Osgoode Hall. Une deuxième nouvelle entrée se trouvera à l'angle sud-ouest des rues Queen et Simcoe, un bloc à l'ouest de l'avenue University, où se trouve un bâtiment bancaire. La façade du bâtiment de la banque sera démentelée et conservée pour être utilisée sur le nouvel édicule d'entrée de la station.
En mai 2022, le maire John Tory et le Barreau de l'Ontario (copropriétaire d'Osgoode Hall avec la province de l'Ontario), se sont opposées à l'installation d'une entrée dans un coin du terrain de la Cour d'appel de l'Ontario (Osgoode Hall), car cela nécessiterait l'enlèvement d'une partie de la pelouse, d'une partie de l'arborisation urbaine et d'une section d'une clôture en fonte. La ville préférait que l'espace soit pris sur les voies de l'avenue University en direction nord, mais Metrolinx a répondu que la construction d'un puits à cet endroit entrerait en conflit avec la ligne 1 qui circule en contrebas,. Un rapport du consultant, daté du 1er février 2023 et commandé par la ville de Toronto, a conclu que le coin du terrain d'Osgoode Hall était le meilleur site pour un poste de commandement sur la base de divers critères, mais que le terrain de Campbell House était un site alternatif potentiellement réalisable. Le 4 février, Metrolinx a commencé à enlever onze arbres sur le site d'Osgoode Hall, mais a dû interrompte les travaux en raison d'injonctions judiciaires, l'une déposée par le Barreau de l'Ontario et l'autre par le Haudenosaunee Development Institute, une organisation autochtone. Le 21 février 2023, la Cour divisionnaire de l'Ontario a rejeté la dernière injonction, permettant à l'agence provinciale de procéder à l'enlèvement des arbres le lendemain. Les arbres concernés ont été plantés pendant la Seconde Guerre mondiale.

### Queen—Spadina
La station Queen—Spadina sera située directement sous la rue Queen Ouest, à son intersection avec l'avenue Spadina. Les entrées de la station seront situées aux coins sud-ouest et nord-est de l'intersection. Les usagers de la ligne Ontario pourront prendre les lignes de tramway 501 Queen et 510 Spadina aux arrêts de surface sans avoir à traverser complètement une rue. L'édicule de la station présentera des caractéristiques patrimoniales en conservant la façade des bâtiments qui seront démolis pour la construction de la station.

### King—Bathurst
La station King—Bathurst sera située à l'intersection des rues King et Bathurst. La ligne passera en diagonale sous le coin sud-est de l'intersection. Les entrées de la station seront situées aux coins nord-est et sud-est de l'intersection. Des correspondances avec les lignes de tramway 504 King et 511 Bathurst seront disponibles en surface. La conception du bâtiment de la station présentera des caractéristiques patrimoniales en conservant la façade des bâtiments qui seront démolis pour la construction de la station.

### Exhibition
La station Exhibition sera située au nord de la gare d'Exhibition existante, le long de la ligne Lakeshore West de GO Transit. Il y aura un hall commun entre les lignes Ontario et Lakeshore West. L'un des objectifs de Metrolinx est de réduire de 14 % la congestion à la gare Union en encourageant les passagers à utiliser la ligne Ontario. Les passagers peuvent également prendre les lignes de tramway 509 Harbourfront et 511 Bathurst à la boucle de tramway.
La tête de la partie creusée de la ligne sera située juste à l'est des quais de la station. Les voies de raccordement s'étendront à l'ouest des quais jusqu'à la rue Dufferin pour le rebroussement des trains, ainsi que pour un éventuel prolongement à venir. À la station Exhibition, la ligne Ontario aura des quais d'arrivée et de départ séparés, les aiguillages de retournement se trouvant à l'ouest des quais. Une sous-station électrique sera installé au 153, rue Dufferin, en face de la boucle de tramway Dufferin Gate. Une nouvelle entrée sera construite au 1, avenue Atlantic.

## Préoccupations
Après la publication d'une brouillon de l'analyse de rentabilité de la ligne Ontario en juillet 2019, un certain nombre de préoccupations ont été soulevées par des experts en transport en commun.
La première préoccupation concerne les délais. Des doutes ont été exprimés quant à la possibilité d'achever la ligne dans les limites du budget et d'ici à 2027. Metrolinx a prévu de lancer la procédure d'appel d'offres en 2020 pour permettre aux entreprises soumissionnaires de se prononcer sur la faisabilité de la date d'achèvement de 2027. En décembre 2020, la date d'achèvement prévue avait été révisée à 2030, et en novembre 2022, cette date était annoncée comme étant 2031.
La deuxième préoccupation concerne la compatibilité avec la ligne Lakeshore East de GO Transit. La ligne Ontario devrait être ajoutée à trois viaducs existants. Si la ligne Ontario nécessite l'élargissement du remblai ferroviaire, il pourrait être nécessaire d'acquérir des biens immobiliers, notamment des maisons, des commerces et des installations communautaires situés à proximité,. En septembre 2020, Metrolinx a répondu que le quai de l'ancienne gare de Riverdale du Grand Tronc a donné au remblai ferroviaire une largeur supplémentaire à la rue Queen. Par conséquent, la ligne Ontario n'aurait pas d'impact sur le centre communautaire Jimmie-Simpson à côté.
Les projets d'atténuation des inondations et la reconstruction de la Gardiner Expressway au niveau du cours inférieur de la rivière Don peuvent entraver la construction de la ligne Ontario. Dans un rapport publié en août 2021, l'agence provinciale a répondu qu'une évaluation de l'impact sur la plaine inondable sera réalisée une fois que les détails sur la configuration des culées du pont et d'autres informations sur la conception seront disponibles. Elle développera également un plan d'urgence en cas d'inondation, une stratégie globale de contrôle de qualité et de la quantité des eaux pluviales, ainsi qu'un plan de gestion des eaux pluviales et un plan de contrôle de l'érosion et des sédiments. Dans la mesure possible, les eaux excédentaires seront rejetées dans les réseaux sanitaires et pluviaux municipaux. Enfin, l'Office de protection de la nature de Toronto et de la région, Waterfront Toronto, et la ville de Toronto seront consultés afin d'éviter les conflits d'infrastructure potentiels et les impacts sur les mesures de protection contre les inondations.
En ce qui concerne la fréquence, il n'est pas certain que les passagers puissent descendre et monter dans les petits trains de la ligne Ontario assez rapidement pour atteindre la fréquence prévue de 90 secondes. Metrolinx insiste sur le fait que la fréquence peut être atteinte en réduisant le temps d'attente dans les stations. De plus, des portes palières seront installées dans toutes les stations pour assurer la sécurité de l'embarquement et la ponctualité des trains.
À l'instar d'autres infrastructures de transport en commun au Canada, certains experts craignent que les conditions hivernales ne nuisent à la circulation des trains sur une voie surélevée comme celle de la ligne 3 Scarborough, qui utilise également la technologie du métro léger.
Les structures surélevées peuvent avoir un impact environnemental plus important en termes de bruit, de vibrations et de présence visuelles qu'une structure souterraine. Metrolinx propose d'utiliser des stratégies d'atténuation faisant appel aux « systèmes, à la maintenance et à la conception des voies » pour réduire le bruit, les vibrations, ainsi que de nouveaux espaces communautaires et parcs pour compenser l'impact visuel et l'empreinte de la structure surélevée. Metrolinx doit également décider si la structure surélevée le long du chemin Don Mills sera située au-dessus ou à côté du chemin. En septembre 2020, l'agence provinciale a annoncé la construction de murs anti-bruit le long du corridor ferroviaire entre les stations Gerrard et East Harbour.
D'autres préoccupations ont été exprimées, notamment :

- les économies réalisés sur la construction en surface pourraient être partiellement annulées par le coût de la construction des transitions entre la surface et le tunnel aux rues Cherry et Gerrard

- les coûts d'exploitation des sections en surface pourraient être plus élevés en raison de l'exposition aux éléments et

- l'exploitation de la ligne Ontario le long d'un remblai surélevé de la ligne Lakeshore East pourrait nécessiter des vitesses plus lentes afin de franchir les pentes et les courbes.

## Projet d'expansion
Le ministère des Transports de l'Ontario (MTO) a publié le rapport Relier la région élargie du Golden Horseshoe : Un plan de transport pour la région élargie du Golden Horseshoe pour offrir une vision sur 30 ans de l'amélioration de la mobilité dans et à travers la région élargie du Golden Horseshoe, y compris les futurs projets d'expansion de la ligne Ontario. Le MTO planifie un corridor conceptuel de transport en commun rapide interrégional qui comprend une « boucle de transport en commun qui relie la ligne Ontario aux nouveaux grands centres de transport en commun où les services régionaux se connectent, y compris l'aéroport international Pearson de Toronto et le terminus Richmond Hill Centre, ainsi qu'à d'autres lignes de métro et de trains de banlieue. »
Intitulé la « Boucle de correspondance de la ligne Ontario », ce corridor conceptuel serait ancré autour de l'aérorport Pearson, du centre-ville de Toronto et de Richmond Hill, avec un alignement de l'aéroport Pearson vers le sud-est jusqu'à la station Kipling, puis vers l'est jusqu'à la station Exhibition (le terminus ouest du plan original en avril 2019), en suivant le tracé prévu de la ligne Ontario jusqu'au Centre des sciences de l'Ontario (terminus est du plan original), puis au nord jusqu'au terminus Richmond Hill Centre et à l'ouest jusqu'à l'aéroport Pearson le long d'un tracé indéterminé.
Interrogés sur le point de départ et d'arrivée de cette nouvelle boucle, la province n'a pas donné de détails. Le projet en est encore à la phase de la conception et aucun financement n'a été prévu.